# Svenska frivilligkompaniet

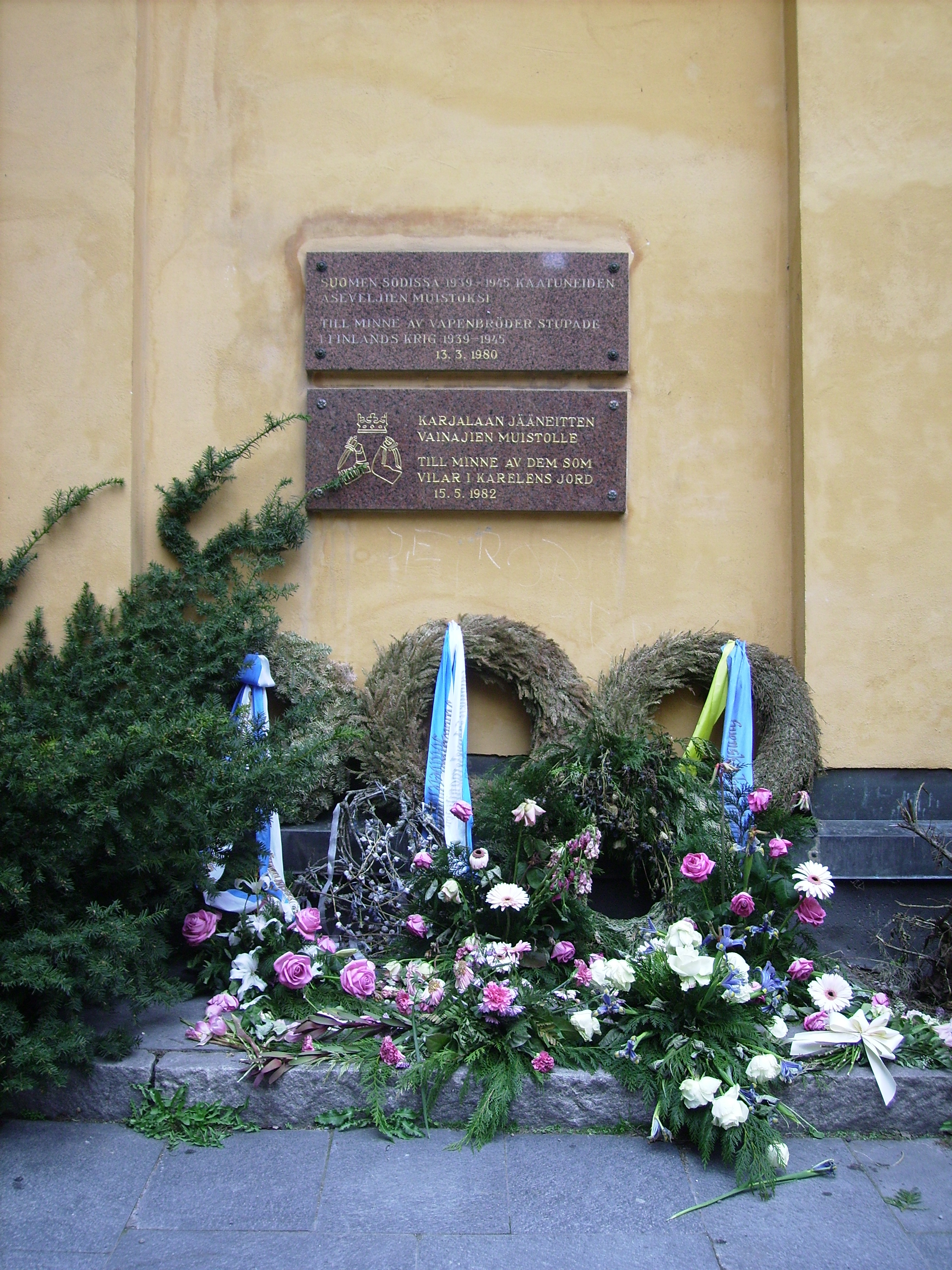
Minnesmonument över svenska frivilliga i Finland 1939–1944 bakom Finska kyrkan i Stockholm.

Svenska frivilligkompaniet, eller Svirkompaniet, var i finska fortsättningskriget (1942–1944) under andra världskriget ett kompani av svenska frivilligsoldater som till en början kämpade vid Svirfronten och sedermera deltog i det våldsamma slaget vid Tali-Ihantala på Karelska näset 1944.
Svenska frivilligkompaniet bestod främst av manskap som hade valt att stanna kvar i Finland för fortsatt krigstjänst, sedan Svenska frivilligbataljonen hade upplösts på Hangöfronten. En del av manskapet var emellertid helt nyanlända frivilliga från Sverige. Kompaniet var underställt det svenskspråkiga finländska (finlandssvenska) infanteriregementet IR 13.
Under dess existens tjänstgjorde minst 412 svenskar, 18 reguljära finska soldater, tre danskar och en estlandssvensk vid förbandet. Det högsta samtidiga antalet soldater i kompaniet var 160. I medeltal tjänstgjorde soldaterna i nio månader, men nio man gjorde tjänst där under hela kriget. I frivilligkompaniets tjänst stupade 39 man och 84 sårades. Förbandet upplöstes den 26 september 1944 efter Mellanfreden i Moskva den 19 september.
Den siste kvarvarande soldaten inom kompaniet, korpral Jan-Erik Kjellberg (tidigare Högberg), avled 2021 och nämndes i finländsk press.

## Kompanichefer
- Rickard Nilsson, kapten, 1942-02-17–1942-06-24
- Stig Möllerswärd, ryttmästare, 1942-06-26–1943-05-05
- Axel Hård af Segerstad, löjtnant, 1943-05-05–1944-09-06

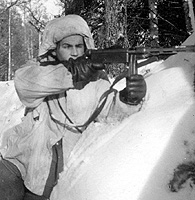
Kpistskytt från Svenska frivilligkompaniet vid Svirfronten 1943. Fotograf Carl Oskar Nilsson

- Orvar Nilsson

## Andra kända medlemmar
- Gösta Hallberg-Cuula, löjtnant
- Jan-Erik Kjellberg (1924–2021), undersergeant, siste överlevande